# Mara Wilson
Mara Wilson (Burbank, comtat de Los Angeles, 24 de juliol de 1987) és una dramaturga estatunidenca i antiga actriu infantil. Va interpretar els paper de Nattie Hillard en Mrs. Doubtfire, Matilda Wormwood en Matilda i de Susan Walker en la nova versió de 1994 de Miracle on 34th Street.

## Primers anys
Wilson va néixer a Burbank (Califòrnia) el 24 de juliol de 1987. És la filla de Mike Wilson, enginyer televisiu i de Suzie Shapiro Wilson, mestressa de casa. La mare de Wilson era jueva, i el seu pare és en part d'ascendència irlandesa. Es va criar jueva i es va convertir en atea quan tenia quinze anys. Té tres germans grans anomenats Danny, Jon i Joel i una germana petita anomenada Anna. El comentarista polític Ben Shapiro és cosí seu. La seva mare va ser diagnosticada amb càncer de mama el 10 de març de 1995 i va morir el 26 d'abril de 1996, després de la filmació de Matilda. La pel·lícula es va estrenar després de la seva mort i va ser dedicada a la memòria de Suzie. Després de la mort de sa mare, Wilson va perdre lleugerament la passió per actuar.

## Trajectòria
Wilson es va interessar en l'actuació després de veure actuar el seu germà gran Danny. Els pares de Mara es van negar que actués, però finalment van accedir-hi a contracor. Després d'actuar en empreses com Lunchables, Banc d'Amèrica, Texaco i Marshall's, van convidar Mara al càsting de la pel·lícula còmica Mrs. Doubtfire (1993) i va guanyar el paper de Natalie Hillard. Després, va actuar en una nova versió de 1994 de Miracle on 34th Street. El 1994 va tenir un paper recurrent com a Nikki Petrova en Melrose Place i va interpretar Barbara Barton en la pel·lícula televisiva A Time to Heal.
Wilson va cantar "Make 'Em Laugh" a la gala dels premis Oscar el 27 de març de 1995, amb Tim Curry i Kathy Najimy. El 1995 va guanyar el premi ShoWest a l'estrella jove de l'any. Les seves actuacions en aquestes pel·lícules van cridar l'atenció de Danny DeVito i la va portar a ser escollida com a Matilda Wormwood en Matilda. Llavors, va passar a ser l'estrella d'A Simple Wish juntament amb Martin Short.
Wilson va guanyar un premi Artista Jove a la millor actuació en una pel·lícula com a actriu principal jove pel seu paper en A Simple, i un premi Young Star per Matilda com a millor actuació d'una actriu jove en una pel·lícula de comèdia. Va ser nominada dues vegades a un premi Saturn a la millor interpretació d'un actor jove per Matilda i A Simple Wish. El 1999, va interpretar Willow Johnson en la pel·lícula televisiva de Disney Channel Balloon Farm (1999). Wilson va presentar-se al càsting d'una nova versió de 1998 de The Parent Trap, però es va considerar que era massa jove per al paper. El 1998 Wilson va participar en la lectura de Més enllà dels somnis, protagonitzada per Robin Williams, però no va aconseguir-ne el paper. La seva aparició en la pel·lícula Thomas and the Magic Railroad (2000) va ser l'últim gran paper en una pel·lícula fins a la data.< Abans de retirar-se de la carrera com a actriu, va rebre el guió de Donnie Darko, però es va negar a actuar-hi.
El 2012 Wilson va aparèixer breument en un episodi d'una websèrie anomenada Missed Connection en el paper de Bitty i va fer aparicions especials a les crítiques d'internet de That Guy with the Glasses.
El 2012 Wilson va explicar per què deixava d'actuar en pel·lícules: "Actuar en cinema no és gaire divertit. Fer el mateix una vegada i una altra fins que als ulls del director ho "fas bé" no permet massa llibertat creativa. Els millors moments que he tingut en filmació van ser els moments en què el director em deixava expressar-me, però eren estranys".
El maig de 2013 Wilson va escriure un article per a la revista en línia Cracked.com, en què mostrava la seva opinió de la morositat d'algunes exestrelles infantils. A partir de 2013 treballa per Publicolor. La seva obra Sheeple va ser produïda el 2013 pel Festival Internacional Fringe de Nova York. En una entrevista el mateix any Wilson va declarar que els seus dies com a actriu havien acabat i que, en el seu lloc, estava centrada en l'escriptura.
Wilson té un paper recurrent en el podcast Welcome to Night Vale. Té un acord amb Penguin Books: el seu primer llibre és Where Am I Now?: True Stories of Girlhood and Accidental Fame. Té el seu propi programa narratiu anomenat What Are You Afraid Of? amb l'objectiu de convertir-lo en un podcast. El 2016 Wilson va fer un breu retorn a la televisió apareixent com a cambrera en un episodi de Broad City. A més, va posar la veu a Jill Pill en la tercera temporada de BoJack Horseman.

## Vida personal
Wilson va estudiar a l'Acadèmia d'Arts Idyllwild, a prop de Palm Springs (Califòrnia), i es va graduar el 2009 per l'Escola d'Arts Tisch de la Universitat de Nova York. Mentre estava a la Universitat de Nova York, va actuar en el seu propi xou anomenat Weren't You That Girl?
Amb dotze anys, va ser diagnosticada amb el trastorn obsessivocompulsiu. Wilson ha tingut problemes d'ansietat i depressió. El 2015 es va unir al projecte UROK, una organització sense afany de lucre la missió de la qual és ajudar els adolescents amb malalties mentals. Wilson va aparèixer en un vídeo en el qual parla de les malalties mentals que ha experimentat, incloent-hi l'ansietat, la depressió i el trastorn obsessivocompulsiu.
A partir de 2013 viu a Queens (Nova York) i està involucrada en projectes narratius i còmics de Nova York. El 2016, després de la massacre d'Orlando, Wilson va sortir de l'armari com a bisexual.

## Filmografia

### Cinema
| Any  | Títol                         | Paper                    | Notes               |
| ---- | ----------------------------- | ------------------------ | ------------------- |
| 1993 | Mrs.Doubtfire                 | Natalie "Nattie" Hillard | Pel·lícula de debut |
| 1994 | Miracle on 34th Street        | Susan Walker             |                     |
| 1996 | Matilda                       | Matilda Wormwood         |                     |
| 1997 | A Simple Wish                 | Anabel Greening          |                     |
| 2000 | Thomas and the Magic Railroad | Lily Stone               |                     |
| 2015 | Billie Bob Joe                | Ella mateixa             |                     |

### Televisió
| Any  | Títol                  | Paper                  | Notes                                            |
| ---- | ---------------------- | ---------------------- | ------------------------------------------------ |
| 1994 | Melrose Place          | Nicole "Nikki" Petrova | 5 episodis                                       |
| 1994 | A Time to Heal         | Barbara Barton         | Pel·lícula televisiva                            |
| 1996 | Pearl                  | Samantha Stein         | Episodi: "The Tutor" (Season 1, Episode 11)      |
| 1999 | Batman Beyond          | Tamara (veu)           | Episodi: "Mind Games" (Season 2, Episode 10)     |
| 1999 | Balloon Farm           | Willow Johnson         | Pel·lícula televisiva                            |
| 2016 | Broad City             | Waitress               | Episodi: "Burning Bridges" (Season 3, Episode 8) |
| 2016 | BoJack Horseman        | Jill Pill (veu)        | 4 episodis                                       |
| 2018 | Big Hero 6: The Series | Liv Amara (veu)        | Episodi: "Big Problem"                           |

### Internet
| Any  | Títol                      | Paper                                                  | Notes |
| ---- | -------------------------- | ------------------------------------------------------ | --- |
| 2012 | Nostalgia Critic           | Ella mateixa                                           | Episodi: "A Simple Wish" |
| 2012 | Nostalgia Chick            | Ella mateixa                                           | Episodi: "Matilda" |
| 2012 | Demo Reel                  | Donnie DuPre's wife (veu)                              | Episodi: "Lost in Translation (Bromance Version)" |
| 2012 | Shut Up and Talk           | Ella mateixa                                           | Episodi: "Guest: Mara Wilson" |
| 2012 | Missed Connection          | Bitty                                                  | Episodi: "Bad Dates" Gravat el 2011 |
| 2013 | Welcome to Night Vale      | The Faceless Old Woman Who Secretly Lives In Your Home | Episodis: "26 – Faceless Old Woman", "31 – A Blinking Light up on the Mountain", "Condos", "The Debate", "49 – Old Oak Doors", "53 – The September Monologues", "The Librarian", "65 – Voicemail", "66 – worms..." |
| 2014 | Keith and The Girl         | Ella mateixa                                           | Episodi: "2002: Boobs" |
| 2014 | Nostalgia Chick            | Ella mateixa                                           | Episodi: "Nostalgic Foods of Yore" |
| 2014 | Amy Poehler's Smart Girls  | Ella mateixa                                           | Episodi: "The In Too Steep Tea Party" |
| 2014 | Maven of the Eventide      | Ella mateixa                                           | Pumpktoberfest Vlogs, episodis 5 i 12 |
| 2015 | Keith and The Girl         | Ella mateixa                                           | Episodi: "2147: Gang Dick" |
| 2015 | That's the Show with Danny | Ella mateixa                                           | Episodi: "117: The One with Mara Wilson" |
| 2015 | Gilmore Guys               | Ella mateixa                                           | Episodi 4.21 |
| 2016 | Mouth Time with Reductress | Ruth Hrorgen                                           | Mouth Time LIVE! With Mara Wilson |

## Premis i reconeixements
- 1995 – Premi ShoWest a l'Estrella Jove de l'Any[51]

## Teatre
- Cinderella (2005)
- Weren't You That Girl? (2009)
- What Are You Afraid Of? (2014)

## Obra publicada
- Sheeple (2013)
- Where Am I Now?: True Stories of Girlhood and Accidental Fame (13 de setembre de 2016)[52]